# Beldiabé
Beldiabé est une commune située dans le département de Tin-Akoff, dans la province d'Oudalan, région du Sahel, au Burkina Faso.
C'est une localité agricole, dont les habitants sont surtout des éleveurs Touaregs de la tribu des Kel-es-Souk. 

## Géographie
Beldiabé est situé au bord de la rivière Béli, et ses mares sont très importantes pour les oiseaux migrateurs.

## Histoire
Durant les années 1960, les Touaregs Kel-es-Souk sont établis à Beldiabé, leur chef étant Rissa ag Wamoudat.

## Économie
En 1963-1964, Henri Barral, géographe à l'ORSTOM, décrit l'économie de Beldiabé comme étant essentiellement agricole. Lors de la saison des pluies, les éleveurs de bovins y emmènent pâturer leurs troupeaux.